# Iglesia de Sant'Angelo Custode
La iglesia de Sant'Angelo Custode o Angelo Custode era una iglesia de Roma, dedicado al Ángel de la guarda. Estaba ubicada en la rione de Trevi, en la actual Via del Tritone. Fue demolido en 1929 durante la ampliación de la Via del Tritone.

## Historia de la Iglesia
A principios del siglo XVII se fundó en la iglesia de Santo Stefano del Cacco la Archiconfraternita degli Santi Angeli Custodi, la Hermandad de los Santos Ángeles Custodios. Esta hermandad creció y decidió construir su propia iglesia, que fue consagrada en 1624.
Se reconstruyó gracias a las donaciones testamentarias de los cardenales Ottaviano Raggi (1592-1643) y Giovanni Battista Maria Pallotta (1594-1668). El arquitecto Felice della Greca diseñó un interior de planta elíptica y se inspiró a este respecto en la iglesia de San Bernardino da Siena ai Monti, consagrada en 1623. La reconstrucción se llevó a cabo entre 1668 y 1676. El presbiterio y el altar mayor de la iglesia fueron diseñados en 1681 por Carlo Rainaldi y el techo del coro alto fue decorado por Jacob Wernel. La fachada fue erigida entre 1680 y 1686 según los diseños de Mattia de Rossi, alumno de Bernini, y se caracterizaba por sus columnas de orden gigante con capiteles compuestos.
Junto a esta iglesia se encontraba el Oratorio de la Hermandad, erigido en la década de 1770, con un enorme relieve de estuco que representaba a un ángel de la guarda llevando a un niño en su fachada había. 
La iglesia permaneció en propiedad de la Hermandad hasta 1905, cuando la Congregación Presbiteriana del Sagrado Corazón de Jesús se hizo cargo de la iglesia.
En 1929 en el marco de las transformaciones urbanísticas del centro de Roma llevadas a cabo entre 1870 y 1940 se amplió la Via del Tritone, lo que supuso la demolición de la iglesia de Sant'Angelo Custode.
- Sant'Angelo Custode (número 231 junto a la flecha roja) en el mapa de Romade Giovanni Battista Nollide 1748. La flecha azul indica el oratorio.